# Canada Day

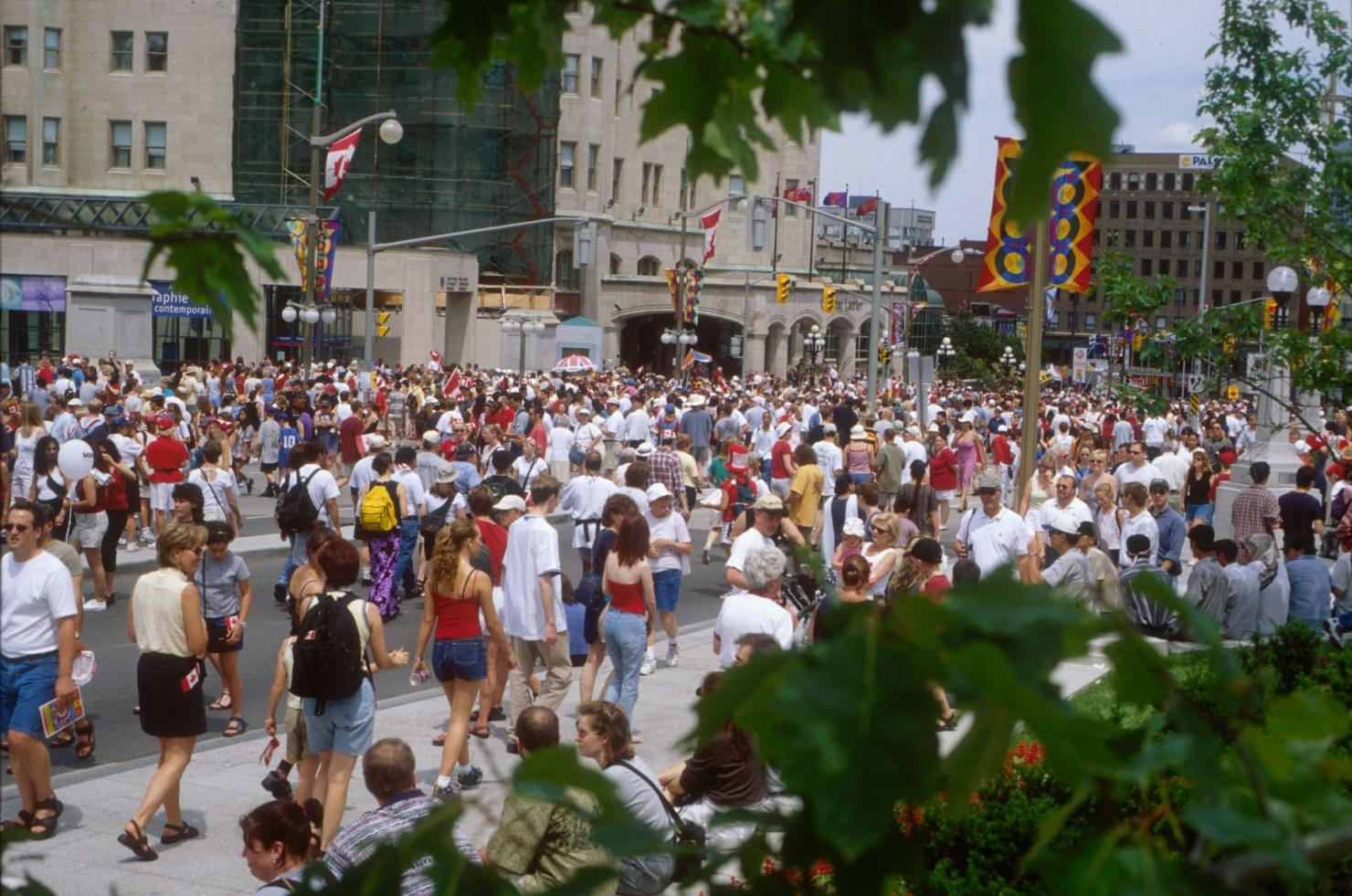
Canada Day in Ottawa, 2000

Canada Day of Fête du Canada is de nationale feestdag van Canada en vindt elk jaar plaats op 1 juli. De feestdag werd oorspronkelijk Dominion Day genoemd maar verkreeg in 1982 zijn huidige naam.
1982 is het jaar dat de Canada Act getekend werd, vandaar de nieuwe naam “Canada day”.
Tijdens Canada Day worden regelmatig parades gehouden en worden andere festiviteiten georganiseerd. Vaak vindt er 's avonds ook een vuurwerkshow plaats.

## Geschiedenis van Canada Day
Op 21 juni 1868 werd er een mededeling ondertekend door Gouverneur Generaal, Lord Monck, waarin staat dat Hare Majesteit iedereen in Canada opriep om de Confederatie van Canada te vieren op 1 juli 1868. De rustdag op 1 juli werd in 1879 vastgesteld onder de Engelse naam Dominion Day.
Bij het 50e jubileum in 1917 werd het nieuwe Centre Block van de Parlementsgebouwen, dat nog in aanbouw was, opgedragen als een gedenkteken voor de Fathers of Confederation en voor de heldendaden van de Canadezen die vochten in de Eerste Wereldoorlog. Tijdens het Diamanten Jubileum werd de hoeksteen van de Confederation Building aan Wellington Street gelegd door de Gouverneur Generaal en het klokkenspel in de Peace Tower werd ingezegend.
In 1958 besloot de regering dat er elk jaar een feest moest worden gehouden op Canada’s nationale dag. Op deze dag wordt ’s middags een Trooping the Colours ceremonie gehouden, evenals een ceremonie tijdens zonsondergang, die gevolgd wordt door een concert met vele bands en als afsluiting een groots vuurwerk.
Tijdens het 100-jarig bestaan van Canada bezocht Koningin Elizabeth II de feestelijkheden. Dit was een reden voor een groots opgezette ceremonie.
Het idee van de ceremonies veranderde in 1968 met de toevoeging van multiculturele en professionele concerten die gehouden werden op Parliament Hill. Deze waren inclusief een nationale televisieshow. Tot 1975 werden de feestelijkheden onder de naam Festival Canada gehouden in het National Capital Region tijdens de maand juli en waren er verscheidene culturele, artistieke en sport evenementen.
Vanaf 1985 werd in elke provincie en district van Canada een comité opgezet voor het plannen, organiseren en het coördineren van lokale Canada Day ceremonies. Geld hiervoor wordt verstrekt door de regering.